# Sorie Ibrahim Koroma
Sorie Ibrahim Koroma, né le 14 avril 1927 à Port Loko et mort le 30 avril 1994 à Freetown, usuellement désigné sous l’appellation S. I. Koroma, est un homme politique et syndicaliste sierra-léonais, figure marquante parmi les fondateurs du Congrès de tout le peuple (APC). Il occupa les fonctions de premier vice-président de la Sierra Leone du 19 avril 1971 jusqu’à son retrait de la vie publique, le 28 novembre 1985, durant la présidence de Siaka Stevens.
Sorie Ibrahim Koroma fut un intime du président Siaka Stevens et l’un de ses conseillers politiques les plus assidus et loyaux. Il occupa une place prééminente au sein de l’appareil dirigeant sierra-léonais sous le régime de Stevens, bénéficiant d’une influence considérable dans les affaires de l’État. À ce jour, les historiens et observateurs s’accordent généralement pour considérer S. I. Koroma comme le vice-président ayant exercé l’autorité la plus marquante dans l’histoire institutionnelle de la Sierra Leone.

## Biographie
Sorie Ibrahim Koroma naquit à Port Loko, dans la chefferie de Maforki, située au sein du district éponyme, alors partie intégrante de la province septentrionale de la Sierra Leone sous domination britannique. Il figura parmi les treize membres fondateurs de l’All People’s Congress (APC), parti politique établi le 20 mars 1960. Son géniteur, issu de l’ethnie mandingue et originaire de la Guinée, trépassa alors que Koroma était encore en tendre enfance. Par la suite, sa mère, Ya Iye Wureh, convola en secondes noces avec Bai Bockarie Dumbuya, un notable temné et neveu d’Alikali Mela, lequel occupait alors la fonction de chef suprême du district de Port Loko.
Koroma fut élevé au sein de la famille Dumbuya, plutôt que dans la demeure ancestrale des Koroma à Sendugu Chief, localité située dans le district de Port Loko, une région historiquement marquée par la prédominance des groupes ethniques mandingues et soussous. Bien qu’ayant été éduqué dans un foyer temne, il conserva toujours une conscience aiguë de ses origines mandingues, dont témoignait notamment sa maîtrise éloquente de la langue mandingue.
Alikali Mela conféra à son neveu, Bockari Dumbuya, la charge de sous-chef, lui octroyant le titre d’« Or Sultan ». Par ailleurs, il éleva la mère de Sorie Ibrahim Koroma au rang de chef, lui attribuant la dignité de « Ya Alimamy ». Ainsi, Sorie Ibrahim Koroma, fils unique de sa mère, se trouva affilié à deux lignées régnantes majeures de Port Loko : les Bangura et les Dumbuya.

### Éducation
S. I. Koroma effectua sa scolarité primaire à l’École modèle gouvernementale de Freetown, puis poursuivit son instruction secondaire à l’École Bo, située dans la ville éponyme. À cette époque, l’École Bo constituait un établissement d’élite, réservé aux seuls descendants des lignées dirigeantes des provinces..
S. I. Koroma, après l’achèvement de ses humanités, manifesta une résolution inflexible à s’illustrer dans la vie active. Il obtint un emploi au sein du Département des coopératives du gouvernement sierra-léonais, où il officia de 1951 à 1958. Durant cette période, il suivit une formation au Cooperative College d’Ibadan, au Nigéria. De retour dans son pays, il se démit de ses fonctions administratives pour se consacrer à l’entreprise privée, fondant sa propre affaire. Il connut un succès notable dans le domaine des transports, ce qui lui permit d’accéder, en peu de temps, au poste de secrétaire général du Syndicat des transports motorisés de la Sierra Leone.

### Formation de l'APC et du Parlement
En 1960, il intégra les rangs du All People's Congress (APC), formation politique qui devait par la suite s’ériger en l’une des principales factions partisanes du pays. Deux ans plus tard, en 1962, Koroma fut élu siéger à la Chambre des représentants de Sierra Leone, où il figura comme député d’une circonscription de Freetown. Mandat qu’il conserva à la faveur des scrutins législatifs de 1967.

### Postes ministériels

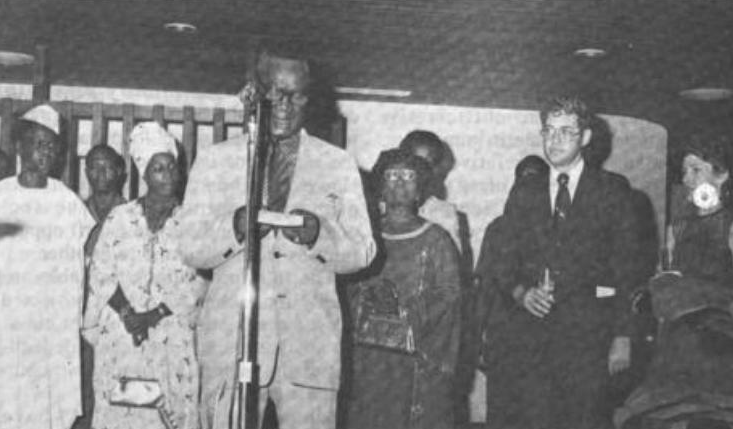
Koroma et son épouse (à l'extrême gauche) lors d'une réception avec le président Siaka Stevens prononçant un discours, 1976

Après le coup d’État perpétré par David Lansana en 1967 et le rétablissement de l’autorité civile en 1968, Koroma accéda au ministère du Commerce et de l’Industrie au sein du premier cabinet formé par Siaka Stevens. De 1968 à 1985, il occupa diverses charges gouvernementales, cumulant tour à tour les fonctions de ministre de l’Agriculture et des Ressources naturelles (1969-1971), de vice-président (1971-1985), de Premier ministre (1971-1975) et de ministre des Finances (1975-1978). Il conserva ce dernier portefeuille jusqu’en 1978, époque à laquelle il fut élevé au rang de premier vice-président, à la suite de la proclamation du Congrès de tout le peuple (APC) comme parti unique. Koroma demeura premier vice-président jusqu’à son retrait définitif de la vie politique. Il se consacra dès lors à l’exploitation de sa palmeraie, située non loin de son lieu de naissance, à Port Loko, où il dirigea personnellement les opérations agricoles.